# Tour de France 2010
97. edycja Tour de France odbyła się w dniach od 3 do 25 lipca 2010. Trasa największego kolarskiego wyścigu rozpoczęła się w holenderskim Rotterdamie ośmiokilometrowym prologiem (jazdą indywidualną na czas). To pierwszy start w Holandii od 1996.
Wyścig odwiedził łącznie trzy kraje: Holandię, Belgię oraz Francję. Łącznie kolarze mieli do pokonania 3642 kilometry, w tym 60,9 w jazdach na czas. Odbyło się sześć etapów górskich, z których trzy zakończyły się górskimi finiszami, cztery etapy pagórkowate, dziewięć etapów płaskich oraz jeden prolog.
Wyścig zakończył się po 21 etapach (włącznie z prologiem). Meta tradycyjnie wyznaczona została w Paryżu.
Podczas drugiego dnia przerwy w Pau testowi antydopingowemu został poddany późniejszy zwycięzca całego wyścigu Hiszpan Alberto Contador. Niespełna miesiąc później w próbce A stwierdzono występowanie zabronionego anaboliku Klenbuterolu. Pozytywny wynik dało również badanie próbki B. Ostatecznie decyzją Sportowego Sądu Arbitrażowego z dnia 6 lutego 2011 roku Alberto Contador został pozbawiony wszystkich tytułów zdobytych od momentu stwierdzenia stosowania zabronionych środków. Tym samym zwycięzcą 97. edycji Tour de France został Andy Schleck.

## Uczestnicy
Na starcie wyścigu stanęły 22 drużyny. Wśród nich znalazło się wszystkie osiemnaście ekip UCI ProTour 2010 oraz cztery inne zaproszone przez organizatorów. Każda z drużyn wystawiła po 9 kolarzy, dzięki czemu w całym wyścigu powinno wziąć udział 198 zawodników. Ostatecznie do prologu przystąpiło 197 zawodników, gdyż dzień wcześniej z wyścigu został wycofany Xavier Florencio z Cervélo TestTeam.
Lista drużyn uczestniczących w wyścigu:
| Numery  | Kod | Drużyna            |
| ------- | --- | ------------------ |
| 1-9     | AST | Astana             |
| 11-19   | SAX | Team Saxo Bank     |
| 21-29   | RSH | Team RadioShack    |
| 31-39   | SKY | Team Sky           |
| 41-49   | LIQ | Liquigas-Doimo     |
| 51-59   | GRM | Garmin-Transitions |
| 61-69   | FDJ | Française des Jeux |
| 71-79   | KAT | Team Katusha       |
| 81-89   | A2R | AG2R-La Mondiale   |
| 91-99   | CTT | Cervélo TestTeam   |
| 101-109 | OLO | Omega Pharma-Lotto |

| Numery  | Kod | Drużyna                     |
| ------- | --- | --------------------------- |
| 111-119 | THR | Team HTC-Columbia           |
| 121-129 | BMC | BMC Racing Team             |
| 131-139 | QST | Quick Step                  |
| 141-149 | MRM | Team Milram                 |
| 151-159 | BBO | Bbox Bouygues Telecom       |
| 161-169 | GCE | Caisse d’Épargne            |
| 171-179 | COF | Cofidis, le Credit en Ligne |
| 181-189 | EUS | Euskaltel-Euskadi           |
| 191-199 | RAB | Rabobank                    |
| 201-209 | LAM | Lampre                      |
| 211-219 | FOT | Footon-Servetto             |

## Przebieg trasy
| Etap | Data     | Trasa                                          | Dystans       | Typ           | Typ                        | Zwycięzca           | Lider             |
| ---- | -------- | ---------------------------------------------- | ------------- | ------------- | -------------------------- | ------------------- | ----------------- |
| P    | 3 lipca  | Rotterdam > Rotterdam                          | 8,9 km        |               | Jazda indywidualna na czas | Fabian Cancellara   | Fabian Cancellara |
| 1    | 4 lipca  | Rotterdam > Bruksela                           | 223,5 km      |               | płaski                     | Alessandro Petacchi | Fabian Cancellara |
| 2    | 5 lipca  | Bruksela > Spa                                 | 201 km        |               | płaski                     | Sylvain Chavanel    | Sylvain Chavanel  |
| 3    | 6 lipca  | Wanze > Arenberg Porte du Hainaut              | 213 km        |               | płaski                     | Thor Hushovd        | Fabian Cancellara |
| 4    | 7 lipca  | Cambrai > Reims                                | 153,5 km      |               | płaski                     | Alessandro Petacchi | Fabian Cancellara |
| 5    | 8 lipca  | Épernay > Montargis                            | 187,5 km      |               | płaski                     | Mark Cavendish      | Fabian Cancellara |
| 6    | 9 lipca  | Montargis > Gueugnon                           | 227,5 km      |               | płaski                     | Mark Cavendish      | Fabian Cancellara |
| 7    | 10 lipca | Tournus > Station des Rousses                  | 165,5 km      |               | pagórkowaty                | Sylvain Chavanel    | Sylvain Chavanel  |
| 8    | 11 lipca | Station des Rousses > Morzine-Avoriaz          | 189 km        |               | górski                     | Andy Schleck        | Cadel Evans       |
|      | 12 lipca | Dzień przerwy                                  | Dzień przerwy | Dzień przerwy | Dzień przerwy              | Dzień przerwy       | Dzień przerwy     |
| 9    | 13 lipca | Morzine-Avoriaz > Saint-Jean-de-Maurienne      | 204,5 km      |               | górski                     | Sandy Casar         | Andy Schleck      |
| 10   | 14 lipca | Chambéry > Gap                                 | 179 km        |               | pagórkowaty                | Sérgio Paulinho     | Andy Schleck      |
| 11   | 15 lipca | Sisteron > Bourg-lès-Valence                   | 184,5 km      |               | płaski                     | Mark Cavendish      | Andy Schleck      |
| 12   | 16 lipca | Bourg-de-Péage > Mende                         | 210,5 km      |               | pagórkowaty                | Joaquim Rodríguez   | Andy Schleck      |
| 13   | 17 lipca | Rodez > Revel                                  | 196 km        |               | płaski                     | Aleksandr Winokurow | Andy Schleck      |
| 14   | 18 lipca | Revel > Ax 3 Domaines                          | 184,5 km      |               | górski                     | Christophe Riblon   | Andy Schleck      |
| 15   | 19 lipca | Pamiers > Bagnères-de-Luchon                   | 187,5 km      |               | górski                     | Thomas Voeckler     | Alberto Contador  |
| 16   | 20 lipca | Bagnères-de-Luchon > Pau                       | 199,5 km      |               | górski                     | Pierrick Fédrigo    | Alberto Contador  |
|      | 21 lipca | Dzień przerwy                                  | Dzień przerwy | Dzień przerwy | Dzień przerwy              | Dzień przerwy       | Dzień przerwy     |
| 17   | 22 lipca | Pau > Col du Tourmalet                         | 174 km        |               | górski                     | Andy Schleck        | Alberto Contador  |
| 18   | 23 lipca | Salies-de-Béarn > Bordeaux                     | 198 km        |               | płaski                     | Mark Cavendish      | Alberto Contador  |
| 19   | 24 lipca | Bordeaux > Pauillac                            | 52 km         |               | Jazda indywidualna na czas | Fabian Cancellara   | Alberto Contador  |
| 20   | 25 lipca | Longjumeau > Paryż (Avenue des Champs-Élysées) | 102,5 km      |               | płaski                     | Mark Cavendish      | Alberto Contador  |

### Prolog – 03.07: Rotterdam > Rotterdam, 8,9 km
| #   | Zawodnik          | Zespół | Czas     |
| --- | ----------------- | ------ | -------- |
| 1   | Fabian Cancellara | SAX    | 10′ 00″  |
| 2   | Tony Martin       | THR    | + 10″    |
| 3   | David Millar      | GRM    | + 20″    |
|     |                   |        |          |
| 162 | Sylwester Szmyd   | LIQ    | + 1′ 20″ |

| #   | Zawodnik          | Zespół | Czas     |
| --- | ----------------- | ------ | -------- |
| 1   | Fabian Cancellara | SAX    | 10′ 00″  |
| 2   | Tony Martin       | THR    | + 10″    |
| 3   | David Millar      | GRM    | + 20″    |
|     |                   |        |          |
| 162 | Sylwester Szmyd   | LIQ    | + 1′ 20″ |

### Etap 1 – 04.07: Rotterdam > Bruksela, 223,5 km
| #   | Zawodnik            | Zespół | Czas       |
| --- | ------------------- | ------ | ---------- |
| 1   | Alessandro Petacchi | LAM    | 5h 09′ 38″ |
| 2   | Mark Renshaw        | THR    | + 0″       |
| 3   | Thor Hushovd        | CTT    | + 0″       |
|     |                     |        |            |
| 116 | Sylwester Szmyd     | LIQ    | + 0″       |

| #   | Zawodnik          | Zespół | Czas       |
| --- | ----------------- | ------ | ---------- |
| 1   | Fabian Cancellara | SAX    | 5h 19′ 38″ |
| 2   | Tony Martin       | THR    | + 10″      |
| 3   | David Millar      | GRM    | + 20″      |
|     |                   |        |            |
| 158 | Sylwester Szmyd   | LIQ    | + 1′ 20″   |

### Etap 2 – 05.07: Bruksela > Spa, 201 km
| #  | Zawodnik         | Zespół | Czas       |
| -- | ---------------- | ------ | ---------- |
| 1  | Sylvain Chavanel | QST    | 4h 40′ 48″ |
| 2  | Maxime Bouet     | ALM    | + 3′ 56″   |
| 3  | Fabian Wegmann   | MRM    | + 3′ 56″   |
|    |                  |        |            |
| 90 | Sylwester Szmyd  | LIQ    | + 3′ 56″   |

| #   | Zawodnik          | Zespół | Czas        |
| --- | ----------------- | ------ | ----------- |
| 1   | Sylvain Chavanel  | QST    | 10h 01′ 25″ |
| 2   | Fabian Cancellara | SAX    | + 2′ 57″    |
| 3   | Tony Martin       | THR    | + 3′ 07″    |
|     |                   |        |             |
| 106 | Sylwester Szmyd   | LIQ    | + 4′ 17″    |

### Etap 3 – 06.07: Wanze > Arenberg Porte du Hainaut, 213 km
| #   | Zawodnik        | Zespół | Czas       |
| --- | --------------- | ------ | ---------- |
| 1   | Thor Hushovd    | CTT    | 4h 49′ 38″ |
| 2   | Geraint Thomas  | SKY    | + 0″       |
| 3   | Cadel Evans     | BMC    | + 0″       |
|     |                 |        |            |
| 175 | Sylwester Szmyd | LIQ    | + 16′ 52″  |

| #   | Zawodnik          | Zespół | Czas        |
| --- | ----------------- | ------ | ----------- |
| 1   | Fabian Cancellara | SAX    | 14h 54′ 00″ |
| 2   | Geraint Thomas    | SKY    | + 23″       |
| 3   | Cadel Evans       | BMC    | + 39″       |
|     |                   |        |             |
| 154 | Sylwester Szmyd   | LIQ    | + 18′ 12″   |

### Etap 4 – 07.07: Cambrai > Reims, 153,5 km
| #   | Zawodnik             | Zespół | Czas       |
| --- | -------------------- | ------ | ---------- |
| 1   | Alessandro Petacchi  | LAM    | 3h 34′ 55″ |
| 2   | Julian Dean          | GRM    | + 0″       |
| 3   | Edvald Boasson Hagen | SKY    | + 0″       |
|     |                      |        |            |
| 161 | Sylwester Szmyd      | LIQ    | + 0″       |

| #   | Zawodnik          | Zespół | Czas        |
| --- | ----------------- | ------ | ----------- |
| 1   | Fabian Cancellara | SAX    | 18h 28′ 55″ |
| 2   | Geraint Thomas    | SKY    | + 23″       |
| 3   | Cadel Evans       | BMC    | + 39″       |
|     |                   |        |             |
| 152 | Sylwester Szmyd   | LIQ    | + 18′ 12″   |

### Etap 5 – 08.07: Épernay > Montargis, 187,5 km
| #   | Zawodnik             | Zespół | Czas       |
| --- | -------------------- | ------ | ---------- |
| 1   | Mark Cavendish       | THR    | 4h 30′ 50″ |
| 2   | Gerald Ciolek        | MRM    | + 0″       |
| 3   | Edvald Boasson Hagen | SKY    | + 0″       |
|     |                      |        |            |
| 151 | Sylwester Szmyd      | LIQ    | + 35″      |

| #   | Zawodnik          | Zespół | Czas        |
| --- | ----------------- | ------ | ----------- |
| 1   | Fabian Cancellara | SAX    | 22h 59′ 45″ |
| 2   | Geraint Thomas    | SKY    | + 23″       |
| 3   | Cadel Evans       | BMC    | + 39″       |
|     |                   |        |             |
| 148 | Sylwester Szmyd   | LIQ    | + 18′ 47″   |

### Etap 6 – 09.07: Montargis > Gueugnon, 227,5 km
| #   | Zawodnik            | Zespół | Czas       |
| --- | ------------------- | ------ | ---------- |
| 1   | Mark Cavendish      | THR    | 5h 37′ 42″ |
| 2   | Tyler Farrar        | GRM    | + 0″       |
| 3   | Alessandro Petacchi | LAM    | + 0″       |
|     |                     |        |            |
| 174 | Sylwester Szmyd     | LIQ    | + 1′ 26″   |

| #   | Zawodnik          | Zespół | Czas        |
| --- | ----------------- | ------ | ----------- |
| 1   | Fabian Cancellara | SAX    | 28h 37′ 30″ |
| 2   | Geraint Thomas    | SKY    | + 20″       |
| 3   | Cadel Evans       | BMC    | + 39″       |
|     |                   |        |             |
| 149 | Sylwester Szmyd   | LIQ    | + 20′ 10″   |

### Etap 7 – 10.07: Tournus > Station des Rousses, 165,5 km
| #  | Zawodnik           | Zespół | Czas       |
| -- | ------------------ | ------ | ---------- |
| 1  | Sylvain Chavanel   | QST    | 4h 22′ 52″ |
| 2  | Rafael Valls       | FOT    | + 57″      |
| 3  | Juan Manuel Gárate | RAB    | + 1′ 27″   |
|    |                    |        |            |
| 68 | Sylwester Szmyd    | LIQ    | + 10′ 02″  |

| #   | Zawodnik         | Zespół | Czas        |
| --- | ---------------- | ------ | ----------- |
| 1   | Sylvain Chavanel | QST    | 33h 01′ 23″ |
| 2   | Cadel Evans      | BMC    | + 1′ 25″    |
| 3   | Ryder Hesjedal   | GRM    | + 1′ 32″    |
|     |                  |        |             |
| 120 | Sylwester Szmyd  | LIQ    | + 29′ 11″   |

### Etap 8 – 11.07: Station des Rousses > Morzine-Avoriaz, 189 km
| #  | Zawodnik        | Zespół | Czas       |
| -- | --------------- | ------ | ---------- |
| 1  | Andy Schleck    | SAX    | 4h 54′ 11″ |
| 2  | Samuel Sánchez  | EUS    | + 0″       |
| 3  | Robert Gesink   | RAB    | + 10″      |
|    |                 |        |            |
| 47 | Sylwester Szmyd | LIQ    | + 6′ 30″   |

| #   | Zawodnik         | Zespół | Czas        |
| --- | ---------------- | ------ | ----------- |
| 1   | Cadel Evans      | BMC    | 37h 57′ 09″ |
| 2   | Andy Schleck     | SAX    | + 20″       |
| DSQ | Alberto Contador | AST    | + 1′ 01″    |
|     |                  |        |             |
| 72  | Sylwester Szmyd  | LIQ    | + 34′ 06″   |

### Etap 9 – 13.07: Morzine-Avoriaz > Saint-Jean-de-Maurienne, 204,5 km
| #  | Zawodnik          | Zespół | Czas       |
| -- | ----------------- | ------ | ---------- |
| 1  | Sandy Casar       | FDJ    | 5h 38′ 10″ |
| 2  | Damiano Cunego    | LAM    | + 0″       |
| 3  | Luis León Sánchez | GCE    | + 0″       |
|    |                   |        |            |
| 47 | Sylwester Szmyd   | LIQ    | + 8′ 09″   |

| #   | Zawodnik          | Zespół | Czas        |
| --- | ----------------- | ------ | ----------- |
| 1   | Andy Schleck      | SAX    | 43h 35′ 41″ |
| DSQ | Alberto Contador  | AST    | + 41″       |
| 2   | Luis León Sánchez | GCE    | + 2′ 45″    |
|     |                   |        |             |
| 54  | Sylwester Szmyd   | LIQ    | + 41′ 53″   |

### Etap 10 – 14.07: Chambéry > Gap, 179 km
| #   | Zawodnik        | Zespół | Czas       |
| --- | --------------- | ------ | ---------- |
| 1   | Sérgio Paulinho | RSH    | 5h 10′ 56″ |
| 2   | Wasil Kiryjenka | GCE    | + 0″       |
| 3   | Dries Devenyns  | QST    | + 1′ 29″   |
|     |                 |        |            |
| 108 | Sylwester Szmyd | LIQ    | + 14′ 19″  |

| #   | Zawodnik          | Zespół | Czas        |
| --- | ----------------- | ------ | ----------- |
| 1   | Andy Schleck      | SAX    | 49h 00′ 56″ |
| DSQ | Alberto Contador  | AST    | + 41″       |
| 2   | Luis León Sánchez | GCE    | + 2′ 45″    |
|     |                   |        |             |
| 55  | Sylwester Szmyd   | LIQ    | + 41′ 53″   |

### Etap 11 – 15.07: Sisteron > Bourg-lès-Valence, 184,5 km
| #   | Zawodnik            | Zespół | Czas       |
| --- | ------------------- | ------ | ---------- |
| 1   | Mark Cavendish      | THR    | 4h 42′ 29″ |
| 2   | Alessandro Petacchi | LAM    | + 0″       |
| 3   | Tyler Farrar        | GRM    | + 0″       |
|     |                     |        |            |
| 153 | Sylwester Szmyd     | LIQ    | + 7′ 41″   |

| #   | Zawodnik          | Zespół | Czas        |
| --- | ----------------- | ------ | ----------- |
| 1   | Andy Schleck      | SAX    | 53h 43′ 25″ |
| DSQ | Alberto Contador  | AST    | + 41″       |
| 2   | Luis León Sánchez | GCE    | + 2′ 45″    |
|     |                   |        |             |
| 59  | Sylwester Szmyd   | LIQ    | + 49′ 34″   |

### Etap 12 – 16.07: Bourg-de-Péage > Mende, 210,5 km
| #   | Zawodnik            | Zespół | Czas       |
| --- | ------------------- | ------ | ---------- |
| 1   | Joaquim Rodríguez   | KAT    | 4h 58′ 26″ |
| DSQ | Alberto Contador    | AST    | + 0″       |
| 3   | Aleksandr Winokurow | AST    | + 4″       |
|     |                     |        |            |
| 46  | Sylwester Szmyd     | LIQ    | + 2′ 14″   |

| #   | Zawodnik         | Zespół | Czas        |
| --- | ---------------- | ------ | ----------- |
| 1   | Andy Schleck     | SAX    | 58h 42′ 01″ |
| DSQ | Alberto Contador | AST    | + 31″       |
| 2   | Samuel Sánchez   | EUS    | + 2′ 45″    |
|     |                  |        |             |
| 54  | Sylwester Szmyd  | LIQ    | + 51′ 38″   |

### Etap 13 – 17.07: Rodez > Revel, 196 km
| #  | Zawodnik            | Zespół | Czas       |
| -- | ------------------- | ------ | ---------- |
| 1  | Aleksandr Winokurow | AST    | 4h 26′ 26″ |
| 2  | Mark Cavendish      | THR    | + 13″      |
| 3  | Alessandro Petacchi | LAM    | + 13″      |
|    |                     |        |            |
| 90 | Sylwester Szmyd     | LIQ    | +2′ 14″    |

| #   | Zawodnik         | Zespół | Czas        |
| --- | ---------------- | ------ | ----------- |
| 1   | Andy Schleck     | SAX    | 58h 42′ 01″ |
| DSQ | Alberto Contador | AST    | + 31″       |
| 2   | Samuel Sánchez   | EUS    | + 2′ 45″    |
|     |                  |        |             |
| 53  | Sylwester Szmyd  | LIQ    | + 53′ 39″   |

### Etap 14 – 18.07: Revel > Ax 3 Domaines, 184,5 km
| #  | Zawodnik          | Zespół | Czas       |
| -- | ----------------- | ------ | ---------- |
| 1  | Christophe Riblon | A2R    | 4h 52′ 42″ |
| 2  | Denis Mienszow    | RAB    | + 54″      |
| 3  | Samuel Sánchez    | EUS    | + 54″      |
|    |                   |        |            |
| 73 | Sylwester Szmyd   | LIQ    | + 15′ 14″  |

| #   | Zawodnik         | Zespół | Czas        |
| --- | ---------------- | ------ | ----------- |
| 1   | Andy Schleck     | SAX    | 68h 02′ 30″ |
| DSQ | Alberto Contador | AST    | + 31″       |
| 2   | Samuel Sánchez   | EUS    | + 2′ 31″    |
|     |                  |        |             |
| 55  | Sylwester Szmyd  | LIQ    | +1h 07′ 45″ |

### Etap 15 – 19.07: Pamiers > Bagnères-de-Luchon, 187,5 km
| #  | Zawodnik            | Zespół | Czas       |
| -- | ------------------- | ------ | ---------- |
| 1  | Thomas Voeckler     | BBO    | 4h 44′ 51″ |
| 2  | Alessandro Ballan   | BMC    | + 1′ 20″   |
| 3  | Aitor Perez Arrieta | FOT    | + 1′ 20″   |
|    |                     |        |            |
| 68 | Sylwester Szmyd     | LIQ    | + 17′ 09″  |

| #   | Zawodnik         | Zespół | Czas        |
| --- | ---------------- | ------ | ----------- |
| DSQ | Alberto Contador | AST    | 72h 50′ 42″ |
| 1   | Andy Schleck     | SAX    | 72h 50′ 50″ |
| 2   | Samuel Sánchez   | EUS    | + 1′ 52″    |
|     |                  |        |             |
| 54  | Sylwester Szmyd  | LIQ    | +1h 21′ 25″ |

### Etap 16 – 20.07: Bagnères-de-Luchon > Pau, 199,5 km
| #  | Zawodnik         | Zespół | Czas       |
| -- | ---------------- | ------ | ---------- |
| 1  | Pierrick Fédrigo | BBO    | 5h 31′ 43″ |
| 2  | Sandy Casar      | FDJ    | + 0″       |
| 3  | Ruben Plaza      | GCE    | + 0″       |
|    |                  |        |            |
| 86 | Sylwester Szmyd  | LIQ    | + 23′ 42″  |

| #   | Zawodnik         | Zespół | Czas        |
| --- | ---------------- | ------ | ----------- |
| DSQ | Alberto Contador | AST    | 78h 29′ 10″ |
| 1   | Andy Schleck     | SAX    | 78h 29′ 18″ |
| 2   | Samuel Sánchez   | EUS    | + 1′ 52″    |
|     |                  |        |             |
| 66  | Sylwester Szmyd  | LIQ    | +1h 38′ 42″ |

### Etap 17 – 22.07: Pau > Col du Tourmalet, 174 km
| #   | Zawodnik          | Zespół | Czas       |
| --- | ----------------- | ------ | ---------- |
| 1   | Andy Schleck      | SAX    | 5h 03′ 29″ |
| DSQ | Alberto Contador  | AST    | + 0″       |
| 3   | Joaquim Rodríguez | KAT    | + 1′ 18″   |
|     |                   |        |            |
| 28  | Sylwester Szmyd   | LIQ    | + 5′ 42″   |

| #   | Zawodnik         | Zespół | Czas        |
| --- | ---------------- | ------ | ----------- |
| DSQ | Alberto Contador | AST    | 83h 32′ 39″ |
| 1   | Andy Schleck     | SAX    | 83h 32′ 47″ |
| 2   | Samuel Sánchez   | EUS    | + 3′ 24″    |
|     |                  |        |             |
| 57  | Sylwester Szmyd  | LIQ    | +1h 44′ 24″ |

### Etap 18 – 23.07: Salies-de-Béarn > Bordeaux, 198 km
| #   | Zawodnik            | Zespół | Czas       |
| --- | ------------------- | ------ | ---------- |
| 1   | Mark Cavendish      | THR    | 4h 37′ 09″ |
| 2   | Julian Dean         | GRM    | + 0″       |
| 3   | Alessandro Petacchi | LAM    | + 0″       |
|     |                     |        |            |
| 133 | Sylwester Szmyd     | LIQ    | + 0″       |

| #   | Zawodnik         | Zespół | Czas        |
| --- | ---------------- | ------ | ----------- |
| DSQ | Alberto Contador | AST    | 88h 09′ 48″ |
| 1   | Andy Schleck     | SAX    | 88h 09′ 56″ |
| 2   | Samuel Sánchez   | EUS    | + 3′ 24″    |
|     |                  |        |             |
| 57  | Sylwester Szmyd  | LIQ    | +1h 44′ 24″ |

### Etap 19 – 24.07: Bordeaux > Pauillac, 52 km
| #   | Zawodnik          | Zespół | Czas       |
| --- | ----------------- | ------ | ---------- |
| 1   | Fabian Cancellara | SAX    | 1h 00′ 56″ |
| 2   | Tony Martin       | THR    | + 17″      |
| 3   | Bert Grabsch      | THR    | + 1′ 48″   |
|     |                   |        |            |
| 131 | Sylwester Szmyd   | LIQ    | + 9′ 13″   |

| #   | Zawodnik         | Zespół | Czas        |
| --- | ---------------- | ------ | ----------- |
| DSQ | Alberto Contador | AST    | 89h 16′ 27″ |
| 1   | Andy Schleck     | SAX    | 89h 17′ 06″ |
| 2   | Denis Mienszow   | RAB    | + 1′ 22″    |
|     |                  |        |             |
| 61  | Sylwester Szmyd  | LIQ    | +1h 47′ 23″ |

### Etap 20 – 25.07: Longjumeau > Paryż, 102,5 km
| #  | Zawodnik            | Zespół | Czas       |
| -- | ------------------- | ------ | ---------- |
| 1  | Mark Cavendish      | THR    | 2h 42′ 21″ |
| 2  | Alessandro Petacchi | LAM    | + 0″       |
| 3  | Julian Dean         | GRM    | + 0″       |
|    |                     |        |            |
| 74 | Sylwester Szmyd     | LIQ    | + 0″       |

| #   | Zawodnik         | Zespół | Czas         |
| --- | ---------------- | ------ | ------------ |
| DSQ | Alberto Contador | AST    | 91h 58′ 48″  |
| 1   | Andy Schleck     | SAX    | 91h 59′ 27″  |
| 2   | Denis Mienszow   | RAB    | + 1′ 22″     |
|     |                  |        |              |
| 61  | Sylwester Szmyd  | LIQ    | + 1h 47′ 23′ |

## Liderzy klasyfikacji po etapach
| Etap                 | Zwycięzca            | Klasyfikacja generalna        | Klasyfikacja punktowa | Klasyfikacja górska | Klasyfikacja młodzieżowa | Klasyfikacja drużynowa | Klasyfikacja najaktywniejszych |
| -------------------- | -------------------- | ----------------------------- | --------------------- | ------------------- | ------------------------ | ---------------------- | ------------------------------ |
| P                    | Fabian Cancellara    | Fabian Cancellara             | Fabian Cancellara     | –                   | Tony Martin              | Team RadioShack        | –                              |
| 1                    | Alessandro Petacchi  | Fabian Cancellara             | Alessandro Petacchi   | –                   | Tony Martin              | Team RadioShack        | Maarten Wijnants               |
| 2                    | Sylvain Chavanel     | Sylvain Chavanel              | Sylvain Chavanel      | Jérôme Pineau       | Tony Martin              | Quick Step             | Sylvain Chavanel               |
| 3                    | Thor Hushovd         | Fabian Cancellara             | Thor Hushovd          | Jérôme Pineau       | Geraint Thomas           | Team Saxo Bank         | Ryder Hesjedal                 |
| 4                    | Alessandro Petacchi  | Fabian Cancellara             | Thor Hushovd          | Jérôme Pineau       | Geraint Thomas           | Team Saxo Bank         | Dimitri Champion               |
| 5                    | Mark Cavendish       | Fabian Cancellara             | Thor Hushovd          | Jérôme Pineau       | Geraint Thomas           | Team Saxo Bank         | José Iván Gutiérrez            |
| 6                    | Mark Cavendish       | Fabian Cancellara             | Thor Hushovd          | Jérôme Pineau       | Geraint Thomas           | Team Saxo Bank         | Mathieu Perget                 |
| 7                    | Sylvain Chavanel     | Sylvain Chavanel              | Thor Hushovd          | Jérôme Pineau       | Andy Schleck             | Team Astana            | Jérôme Pineau                  |
| 8                    | Andy Schleck         | Cadel Evans                   | Thor Hushovd          | Jérôme Pineau       | Andy Schleck             | Rabobank               | Mario Aerts                    |
| 9                    | Sandy Casar          | Andy Schleck                  | Thor Hushovd          | Anthony Charteau    | Andy Schleck             | Caisse d’Épargne       | Luis León Sánchez              |
| 10                   | Sérgio Paulinho      | Andy Schleck                  | Thor Hushovd          | Jérôme Pineau       | Andy Schleck             | Caisse d’Épargne       | Mario Aerts                    |
| 11                   | Mark Cavendish       | Andy Schleck                  | Alessandro Petacchi   | Jérôme Pineau       | Andy Schleck             | Caisse d’Épargne       | Stéphane Augé                  |
| 12                   | Joaquim Rodríguez    | Andy Schleck                  | Thor Hushovd          | Anthony Charteau    | Andy Schleck             | Team RadioShack        | Aleksandr Winokurow            |
| 13                   | Aleksandr Winokurow  | Andy Schleck                  | Alessandro Petacchi   | Anthony Charteau    | Andy Schleck             | Team RadioShack        | Juan Antonio Flecha            |
| 14                   | Christophe Riblon    | Andy Schleck                  | Alessandro Petacchi   | Anthony Charteau    | Andy Schleck             | Caisse d’Épargne       | Christophe Riblon              |
| 15                   | Thomas Voeckler      | Alberto Contador Andy Schleck | Alessandro Petacchi   | Anthony Charteau    | Andy Schleck             | Team RadioShack        | Thomas Voeckler                |
| 16                   | Pierrick Fédrigo     | Alberto Contador Andy Schleck | Thor Hushovd          | Anthony Charteau    | Andy Schleck             | Team RadioShack        | Carlos Barredo                 |
| 17                   | Andy Schleck         | Alberto Contador Andy Schleck | Thor Hushovd          | Anthony Charteau    | Andy Schleck             | Team RadioShack        | Aleksandr Kołobniew            |
| 18                   | Mark Cavendish       | Alberto Contador Andy Schleck | Alessandro Petacchi   | Anthony Charteau    | Andy Schleck             | Team RadioShack        | Daniel Oss                     |
| 19                   | Fabian Cancellara    | Alberto Contador Andy Schleck | Alessandro Petacchi   | Anthony Charteau    | Andy Schleck             | Team RadioShack        | –                              |
| 20                   | Mark Cavendish       | Alberto Contador Andy Schleck | Alessandro Petacchi   | Anthony Charteau    | Andy Schleck             | Team RadioShack        | –                              |
| Klasyfikacja końcowa | Klasyfikacja końcowa | Andy Schleck                  | Alessandro Petacchi   | Anthony Charteau    | Andy Schleck             | Team RadioShack        | Sylvain Chavanel               |

## Klasyfikacje
| Poz. | Zawodnik              | Drużyna | Czas        |
| ---- | --------------------- | ------- | ----------- |
| DSQ  | Alberto Contador      | AST     | 91h 58′ 48″ |
| 1    | Andy Schleck          | SAX     | 91h 59′ 27″ |
| 2    | Denis Mienszow        | RAB     | +1′ 22″     |
| 3    | Samuel Sánchez        | EUS     | + 3′ 01″    |
| 4    | Jurgen Van den Broeck | OLO     | + 6′ 15″    |
| 5    | Robert Gesink         | RAB     | + 8′ 52″    |
| 6    | Ryder Hesjedal        | GRM     | + 9′ 36″    |
| 7    | Joaquim Rodríguez     | KAT     | + 10′ 58″   |
| 8    | Roman Kreuziger       | LIQ     | + 11′ 15″   |
| 9    | Chris Horner          | RSH     | + 11′ 23″   |
| 10   | Luis León Sánchez     | GCE     | + 13′ 42″   |
|      |                       |         |             |
| 61   | Sylwester Szmyd       | LIQ     | +1h 47′ 23″ |

| Poz. | Zawodnik             | Drużyna | Punkty |
| ---- | -------------------- | ------- | ------ |
| 1    | Alessandro Petacchi  | LAM     | 243    |
| 2    | Mark Cavendish       | THR     | 232    |
| 3    | Thor Hushovd         | CTT     | 222    |
| 4    | José Joaquín Rojas   | GCE     | 179    |
| 5    | Robbie McEwen        | KAT     | 179    |
| 6    | Edvald Boasson Hagen | SKY     | 161    |
| 7    | Sébastien Turgot     | BTL     | 135    |
| 8    | Gerald Ciolek        | MLM     | 126    |
| 9    | Jürgen Roelandts     | OLO     | 124    |
| 10   | Lloyd Mondory        | ALM     | 119    |
|      |                      |         |        |
| 139  | Sylwester Szmyd      | LIQ     | 2      |

| Poz. | Zawodnik          | Drużyna | Punkty |
| ---- | ----------------- | ------- | ------ |
| 1    | Anthony Charteau  | BTL     | 143    |
| 2    | Christophe Moreau | GCE     | 128    |
| 3    | Andy Schleck      | SAX     | 116    |
| DSQ  | Alberto Contador  | AST     | 112    |
| 5    | Damiano Cunego    | LAM     | 99     |
| 6    | Samuel Sánchez    | EUS     | 96     |
| 7    | Sandy Casar       | FDJ     | 93     |
| 8    | Jérôme Pineau     | QST     | 92     |
| 9    | Thomas Voeckler   | BTL     | 82     |
| 10   | Pierrick Fédrigo  | BTL     | 72     |
|      |                   |         |        |
| 53   | Sylwester Szmyd   | LIQ     | 15     |

| Poz. | Zawodnik           | Drużyna | Czas         |
| ---- | ------------------ | ------- | ------------ |
| 1    | Andy Schleck       | SAX     | 91h 59′ 27″  |
| 2    | Robert Gesink      | RAB     | + 8′ 52″     |
| 3    | Roman Kreuziger    | LIQ     | + 11′ 15″    |
| 4    | Julien El Fares    | COF     | + 52′ 43″    |
| 5    | Cyril Gautier      | BTL     | + 1h 24′ 33″ |
| 6    | Jakob Fuglsang     | SAX     | + 1h 37′ 53″ |
| 7    | Rafael Valls       | FOT     | + 1h 41′ 48″ |
| 8    | Pierre Rolland     | BTL     | + 1h 46′ 03″ |
| 9    | Geraint Thomas     | SKY     | + 1h 59′ 26″ |
| 10   | José Joaquín Rojas | GCE     | + 2h 01′ 19″ |

| Poz | Drużyna               | Czas         |
| --- | --------------------- | ------------ |
| 1   | Team RadioShack       | 276h 02' 03” |
| 2   | Caisse d’Épargne      | + 09′ 15″    |
| 3   | Rabobank              | + 27′ 48″    |
| 4   | Ag2r-La Mondiale      | + 41′ 10″    |
| 5   | Omega Pharma-Lotto    | + 51′ 01″    |
| 6   | Team Astana           | + 56′ 16″    |
| 7   | Quick Step            | + 1h 06′ 23″ |
| 8   | Euskaltel-Euskadi     | + 1h 23′ 02″ |
| 9   | Liquigas Doimo        | + 1h 29′ 14″ |
| 10  | BBox Bouygues Télécom | + 1h 54′ 18″ |